# Aleksandr Konnov
Aleksandr Konnov est un joueur russe de volley-ball né en 1992. Il mesure 1,95 m et joue réceptionneur-attaquant.

## Clubs
| Club         | De        | À   |
| ------------ | --------- | --- |
| Prikame Perm | 2012-2013 | ... |